# Hasszán kán
Hasszán, az Arany Horda kánja néhány hónapig.
Az 1350-es évek végétől kezdve az Arany Horda zűrzavarba és káoszba süllyedt, a káni címre Dzsingisz kán több utóda is pályázott, aki elég támogatást tudott összegyűjteni, ám néhány hónapon vagy egy-két éven belül elűzte vagy meggyilkolta őket egy másik trónkövetelő. A hatalmas területű állam perifériái kezdték kinyilvánítani függetlenségüket, a belső területeken kiskirályok uralkodtak, akik közül a legerősebb Mamaj volt. 1367-ben Mamaj a saját bábját, Abdullahot ültette a trónra. 
1368-ban Mamaj a Krím-félszigetre távozott, és a lehetőséget kihasználva, egy másik Dzsingisz-utód, Hasszán, aki állítólag Amir Pulad kán unokaöccse volt, elfoglalta a kánság fővárosát, Új Szarajt. Abdullah elmenekült. Néhány hónap múltán azonban, 1369 elején Mamaj hívei elűzték és feltehetőleg megölték Hasszánt.   

## Fordítás
Ez a szócikk részben vagy egészben  a(z)   Хасан (хан Золотой Орды) című orosz Wikipédia-szócikk ezen változatának fordításán alapul.  Az eredeti cikk szerkesztőit annak laptörténete sorolja fel. Ez a jelzés csupán a megfogalmazás eredetét és a szerzői jogokat jelzi, nem szolgál a cikkben szereplő információk forrásmegjelöléseként.